# فلوئورومتان
فلوئورومتان (به انگلیسی: Fluoromethane) با فرمول شیمیایی CH۳F یک ترکیب شیمیایی با شناسه پاب‌کم ۱۱۶۳۸ است. که جرم مولی آن 34.03 g/mol می‌باشد. شکل ظاهری این ترکیب، گاز بی‌رنگ و بو است.